# Dropchord
Dropchord es un videojuego de puzle y música controlado por movimiento para Windows y OS X utilizando el control Leap Motion. Fue desarrollado y distribuido por Double Fine Productions. El juego fue uno de los primeros juegos lanzados en la App Store Airspace de Leap Motion cuando abrió el 22 de julio de 2013. También fue lanzado para Ouya el 31 de julio de 2013, y para Android y iOS el 1 de agosto de 2013.

## Jugabilidad
Dropchord es un videojuego de puzle de música controlado por movimiento utilizando el control Leap Motion. Los jugadores usan dos dedos para crear dos esferas brillantes. Cuando las esferas se encuentren fijas en un lugar en el círculo dentro del nivel, los jugadores deberán navegar por un rayo de luz atravesando una serie de obstáculos que amenazan con interrumpir el rayo. Ciertas secciones requerirán que el jugador pinte partes del círculo dentro del rayo moviendo el dedo alrededor del perímetro. También existen nodos para recolectar, que incrementarán el puntaje. Al final de cada canción, el jugador recibirá más salud. Si la barra de salud sobrepasa el nivel máximo, el jugador ganará una estrella y se empezará a llenar una nueva barra de salud. Se perderá una estrella una vez que se pierda toda la salud de la barra adicional, y perder toda la salud resultará en un game over. El juego terminará automáticamente cuando finalice la última canción.
Un modo llamado Full Mix permite al jugador seguir jugando hasta que se agote su salud, pero este modo no otorga salud al final de cada canción.

## Desarrollo
Dropchord fue diseñado y desarrollado principalmente por Patrick Hackett y Drew Skillman de Double Fine, quienes trabajaron juntos previamente en Kinect Party. Fue titulado originalmente Radius, pero fue retitulado Dropchord antes de su estreno en PAX East 2013.

## Recepción
La versión de iOS recibió reseñas por encima de la media, de acuerdo con el sitio web agregador de reseñas Metacritic.